# Svenska rikstidningen
Svenska rikstidningen var en nationalsocialistisk tidning, utgiven i Göteborg från februari 1933 till december 1937, sedan sporadiskt under titeln Rikstidningen 1938-1940. Tidningen var kopplad till Svenska Nationalsocialistiska Partiet. Rikstidningens ansvarige utgivare var Malte Welin som tidigare varit ansvarig utgivare för Vest-Svenska Dagbladet. Under en kort period i slutet av 1933, och början av 1934 var dock Birger Furugård ansvarig utgivare.
Tidningens fullständiga titel var Svenska Rikstidningen Dagbladet Nationalsocialistisk tidning för Sveriges vaknande folk med smärre variationer, i slutet bara Rikstidningen

## Redaktion och utgivningsfrekvens
Redaktionsort för tidningen var hela tiden Göteborg där också tidningen trycktes. Frekvens för utgivning: Tidningen var veckotidning från april 1933 till slutet av året. Under 1934 kom tidningen 6 dagar i veckan under januari till mars, sedan mera ovisst. 1937 var det en månadstidning. Under titel Rikstidningen utkom tidningen oregelbundet och i Kungliga biblioteket finns bara 2 nummer, ett från 1938 och ett från 1940. 
Under 1934 hade tidningen två editioner, en daglig sexdagarstidning samt en edition med utgivning bara 2 dagar i veckan.
Löpsedlar hade tidningen under 1934, som skickades till pressbyrån, men inga exemplar är kända av Kungliga Biblioteket. 
| Period                 | Ansvarig utgivare | Titel            | Period                 | Redaktör         | Titel               | Kommentar |
| 1933-02-14--1937-12-15 | Welin, Malte      | filosofie doktor | 1933-04-27--1933-12-08 | Welin, Malte     | "ansvarig utgivare" |           |
|                        |                   |                  | 1933-12-08--1934-01-13 | Welin, Malte     |                     | Ledare    |
|                        |                   |                  | 1933-12-08--1934-03-27 | Furugård, Birger |                     | Utgivare  |
|                        |                   |                  | 1934-06-22--1934-10-31 | Welin, Malte     | "ansvarig utgivare" |           |
|                        |                   |                  | 1937-03-15--1937-12-15 | Welin, Malte     | "ansvarig utgivare" |           |

## Tryckning, upplaga och sidantal
Tidningens förlag hette AB Rikstidningen i Göteborg. Tidningen trycktes hela tiden bara i svart. Typsnitt var antikva och formatet var 51x36 cm dvs fullformat för en dagstidning.1933 till 27 mars 1934 trycktes tidningen av Förenade Tryckerier i Göteborg. Från juni till juli 1934 var tryckaren Ludwig Simonson Boktryckeri i Göteborg. under september 1934 trycktes tidningen hos Örtenblad & Möllers Boktryckeri i Göteborg. I oktober 1934 återgick man till Ludwig Simonson Boktryckeri. Från mars till december 1937 var det B.F. Tryckeriet i Göteborg. Upplagan är okänd och tidningen hade 1933 och till januari 1934 8 sidor, sedan 1934 som daglig tidning 4 sidor med enstaka nummer med 8 sidor. Priset för 1934 var 7,50 kr. Den sporadiskt utkommande Rikstidningen under åren 1938-1940 hade ett lösnummerpris på 20 öre.

## Utgivningsperioden
I Nya Lundstedt sätts utgivningen till 15 juni 1933 till 6 oktober 1934 vilket då anger tiden för att tidningen registrerats som dagstidning, medan övrig tid är det att anse som en tidskrift.
Belägg för tidningen är dålig då tiden 1933-10-06--1933-12-01 saknas, likaså saknas 28 mars 1934 till 30 juni 1934 samt hela 1935 och 1936. Eventuellt gavs tidningen inte ut under 1935-1936.                   